# Gillis Blom
Lars Anund Gillis Sven Blom, född 8 december 1900 i Adolf Fredriks församling, Stockholm, död där 27 november 1970 i Oscars församling, var en svensk skådespelare.

## Biografi
Blom bedrev läroverksstudier och genomgick 1919–1922 Kungliga Dramatiska Teaterns elevskola.[källa behövs] Han var engagerad vid Helsingborgs Stadsteater 1922–1923, var engagerad vid Skådebanan, som turnéledare hos Karl Gerhard, åter verksam vid Skånebanan i fem år som turnéspelare samt verksam som turnéledare för Kungliga Dramatiska Teatern.[källa behövs] Han var även verksam som journalist.[källa behövs] Blom gjorde sin filmdebut 1932 i Pojkarna på Storholmen.
Gillis Blom var gift med skådespelerskan Greta Holmberg.

## Filmografi
- 1932 – Pojkarna på Storholmen
- 1935 – Äktenskapsleken
- 1935 – Järnets män
- 1936 – Kungen kommer
- 1937 – Ryska snuvan
- 1937 – En flicka kommer till sta'n
- 1937 – En sjöman går i land
- 1937 – Lyckliga Vestköping
- 1942 – General von Döbeln
- 1942 – En sjöman i frack
- 1943 – Sjätte skottet
- 1945 – Resan bort
- 1946 – Med högern – för jordbruket
- 1946 – Djurgårdskvällar

## Teater

### Roller
| År   | Roll                   | Produktion                                                  | Regi                    | Teater                      |
| ---- | ---------------------- | ----------------------------------------------------------- | ----------------------- | --------------------------- |
| 1920 | Andre kyparen          | Låt oss skiljas Victorien Sardou och Émile de Najac         | Karl Hedberg            | Dramaten                    |
| 1921 | Villeroy               | Hemkomsten Robert de Flers och Francis de Croisset          | Karl Hedberg            | Dramaten                    |
| 1922 | En betjäntpojke        | Jokern H. Marsh Harwood                                     | Olof Molander           | Dramaten                    |
| 1922 | Freddy                 | Pygmalion George Bernard Shaw                               | Ragnar Hyltén-Cavallius | Helsingborgs stadsteater    |
| 1922 | Våningskyparen         | Hotellråttan Paul Armont och Marcel Gerbidon                | Rudolf Wendbladh        | Helsingborgs stadsteater    |
| 1922 | Edgar Gley             | Den stora scenen Arthur Schnitzler                          | Rudolf Wendbladh        | Helsingborgs stadsteater    |
| 1922 | Herr Johnsson          | Sin pappas dotter Sören Gille                               | Rudolf Wendbladh        | Helsingborgs stadsteater    |
| 1922 | Kinnander              | Gurli Henrik Christiernsson                                 | Ragnar Hyltén-Cavallius | Helsingborgs stadsteater    |
| 1923 | Malm                   | Hattmakarens bal Hjalmar Peters                             | Ragnar Hyltén-Cavallius | Helsingborgs stadsteater    |
| 1923 | En uppassare           | Socorros inackorderingar Miguel Ramos Carrión och Vital Aza | Ragnar Hyltén-Cavallius | Helsingborgs stadsteater    |
| 1923 | Schölerman             | Gamla Heidelberg Wilhelm Meyer-Förster                      | Ragnar Hyltén-Cavallius | Helsingborgs stadsteater    |
| 1923 | Dallis Mortimer        | Komprometterad Frances Nordstrom                            | Ragnar Hyltén-Cavallius | Helsingborgs stadsteater    |
| 1923 | Fritz Garnell          | Spanska flugan Franz Arnold och Ernst Bach                  | Rudolf Wendbladh        | Helsingborgs stadsteater    |
| 1923 | John                   | Storkens vikarie Margaret Mayo                              |                         | Helsingborgs stadsteater    |
| 1928 |                        | Österlunds Hanna Frans Hedberg                              | Hjalmar Peters          | Tantolundens friluftsteater |
| 1928 | Assistenten James      | Mary Dugans process Bayard Veiller                          | Harry Roeck-Hansen      | Blancheteatern              |
| 1929 | Målaren Gitarrspelaren | Maya Simon Gantillon                                        | Harry Roeck-Hansen      | Blancheteatern              |
| 1929 | Fred Garret            | S.k. kärlek Edwin J. Burke                                  | Harry Roeck-Hansen      | Djurgårdsteatern            |

### Regi
| År   | Produktion                                         | Upphovsmän                                            | Teater                  |
| ---- | -------------------------------------------------- | ----------------------------------------------------- | ----------------------- |
| 1937 | Mäster Olof, akt 5 Den stora landsvägen Stadsresan | August Strindberg Erland Colliander August Strindberg | Skansens friluftsteater |

### Fotnoter
1. 1 2 3  ”Gillis Blom”. Svensk Filmdatabas. http://sfi.se/sv/svensk-filmdatabas/Item/?type=PERSON&itemid=60091&ref=%2ftemplates%2fSwedishFilmSearchResult.aspx%3fid%3d1225%26epslanguage%3dsv%26searchword%3dGillis+Blom%26type%3dPerson%26match%3dBegin%26page%3d1%26prom%3dFalse. Läst 17 oktober 2012.
2. ↑  ”Scen och Film”. Dagens Nyheter:  s. 12. 1 juni  1928. http://arkivet.dn.se/arkivet/tidning/1928-06-01/147/12. Läst 1 januari 2016.
3. ↑  ”Mary Dugans process”. Musikverket. http://calmview.musikverk.se/CalmView/Record.aspx?src=CalmView.Performance&id=PERF22189&pos=43. Läst 7 april 2016.
4. ↑  ”Scen och Film”. Dagens Nyheter:  s. 9. 19 mars 1929. http://arkivet.dn.se/arkivet/tidning/1929-03-19/77/9. Läst 7 april 2016.
5. ↑  ”Scen och Film”. Dagens Nyheter:  s. 12. 30 maj 1929. http://arkivet.dn.se/arkivet/tidning/1929-05-30/144/12. Läst 2 januari 2016.